# ثريا الشاوي
ثريا الشاوي (14 ديسمبر 1936 - 1 مارس 1956م) هي أول رُبَّانة مغربية.

## العائلة والمنشأ
ولدت ثريا الشاوي بحومة القلقين القديمة بمدينة فاس يوم 14 ديسمبر عام 1936، من أسرة تتكون من والدها عبد الواحد الشاوي رائد في المسرح المغربي، ووالدتها زينة، وأخيها صلاح الدين، الذي كان فنانًا مشهورًأ عاش في مدينة فيشي بفرنسا. كبرت في تربة صالحة وسط أسرة تشجع على العطاء والمعرفة. في عام 1943 أحضر لها والدها أساتذة ليلقنوها دروسا في الفقه والنحو والتاريخ.
تعددت مواهب ثريا وكان منها التمثيل الذي مارسته بشغف، فعندما قرر المخرج الفرنسي أندريه زوبادا إخراج فيلم "البوابة السابعة "la septieme porte" في مدينة فاس عام 1948، قامت بدور سينمائي برفقة أبيها الذي شاركها التمثيل إلى جانب أبطاله، وكان عمرها 13 عامًا.
كانت ثريا مولعة بالألعاب الميكانيكية وعاشقة لتفكيكها وتركيبها بعيداً عن ألعاب الأطفال العادية وترقبت بإعجاب الطائرات التي كانت تحلق فوق منزلها.
في صغرها مرضت ثريا بمرض صدري، فنصح الطبيب والدها بفاس أن يأخد ابنته إلى مطار المدينة ويتوسط عند أحدهم ليقوم بجولة بالطفلة في الأعالي، فهو شفاء لحالتها.
قبل الأب المغامرة وبحث عمن يساعده على تحقيق وصفة الطيران الشافية لابنته، فتحقق لها ذلك واستطاعت التجول في السماء. وقد جعلتها هذه التجربة تضع مجال الطيران هدفًا رئيسيًا لها في الصغر.

## معركة الطيران
على الرغم من أن حلم الطيران كان صعب المنال إلا أن والدها شجعها على تحقيقه حيث أصر على تسجيلها في مدرسة «تيط مليل» للطيران التي كانت مخصصة للفرنسيين. كان حلم ثريا تحديًا للسلطات الاستعمارية حيث كان الفرنسيون يرون في جنسهم رمزًا للتفوق، وللنخب العصرية التي كانت وقتها غير مبهورة بالتطور التكنولوجي الذي شهده العالم في هذه الفترة.
استطاعت تعلم الطيران بمدرسة تيط مليل بالدار البيضاء، التي انتقلت إليها كل العائلة. وكانت ثريا لا تزال في 16 من عمرها حين دخلت تلك المدرسة، وكان من الصعب وضع فتاة مغربية وحيدة وسط مدرسة محفوظة للنخبة الفرنسية بالإضافة إلى الإسبان والإيطاليين. وكانت تنالها نظرات محقرة عنصرية، لكنها كانت تحت حماية ورعاية أستاذها الإسباني. فيما كانت الأم والأب يقتطعان من ميزانية البيت لتوفير تكاليف الدراسة المكلفة وكذا توفير ثمن التنقل إلى المدرسة التي كانت حينها في أطراف المدينة، في منطقة خلاء.
وحين جاء يوم الامتحان صادفها يوم غير مناسب للطيران بسبب سوء الأحوال الجوية، لكنها استطاعت التغلب والسيطرة على الطائرة، وأبهرت اللجنة خصوصًا عندما حلقت على علو 3000 متر وقطعت مسافة على شكل دائرة محيطها 40 كم وبذلك حصلت ثريا على شهادة الطيران عن عمر 15 عامًا في عام 1951 ونجحت في امتحان الكفاءة لقيادة الطائرات. وكان أول ما فعلته قيادة طائرة من نوع «بيبر» وقطعت المسافة بين الرباط والدار البيضاء. وعادت أدراجها إلى مطار تيط مليل، حيث أقام لها النادي الجوي للأجنحة الشريفة حفلاً تقديرًا لفوزها. تصدر هذا الخبر عناوين الصحف الوطنية والدولية، حيث كانت ثريا أول امرأة عربية ومسلمة وإفريقية تحصل على شهادة الطيران في هذه السن المبكرة(1)، كما كانت سباقة في الحصول على وظيفة ربان طائرة في المغرب على مستوى الرجال والنساء معًا. عقب هذا النجاح تلقت الفتاة العديد من التبريكات المحلية والدولية مثل: عبد الكريم الخطابي، والاتحاد النسوي الجزائري، والأستاذ علال الفاسي، الذي قال مخاطبًا والدها: «هكذا أحب أن يكون الآباء». كما تلقت صورة موقعة من الطيارة الفرنسية جاكلين أوريول. واستقبلها الملك محمد الخامس بالقصر لتهنئتها وبرفقته الأميرات للا عائشة وللا مليكة.

## مواقف من حياتها
لم يكن لثريا الشاوي اهتمام بالطيران فقط، بل كانت لها العديد من الاهتمامات والمواهب، التي تشمل مجال الأدب، وخصوصا الشعر والقصة، بالإضافة إلى إسهامها في العمل الجمعوي، من خلال تأسيسها جمعية «أخوات الإحسان»، وإلى جانب كل ذلك كانت للشاوي مواقف وطنية.
حينما عاد محمد الخامس من منفاه، شاركت في احتفالات الترحيب التي عمت المغرب، وذلك من خلال رمي أوراق ملونة من الجو في كل المسافة بين الرباط وسلا من خلال طائرة ذات المحرك الواحد، فوق موكب محمد الخامس ابتداء من مطار الرباط سلا، حتى قاربت القصر الملكي بالرباط ورمت المناشير هناك. وكان ذلك سببا لإصابتها إصابة بليغة في رئتها، مما تطلب شهورا من التداوي بسويسرا، وحين عادت، أسست أول مدرسة للطيران العسكري والمدني بالمغرب، واختارت رمز الطيران المغربي الذي لا يزال كما هو إلى اليوم، مثلما حررت كتابا بالتنسيق مع وزارة التجهيز والنقل لتعلم الطيران باللغة العربية.
يروي أخوها صلاح الدين عن حادثة طريفة جرت معها عندما كانت مسافرة مع عائلتها في مطار مالقة بإسبانيا في رحلة إلى تطوان سنة 1953، فلمحها أعضاء من الطاقم وهي ترتدي لباس ربانة طائرة مدنية، فبدأوا يسخرون من الزي. هي في سن 17 عامُا وقصيرة القامة، فاعتقدوها طفلة تتشبه بالربابنة. وبعد بضع دقائق من إقلاع الطائرة، أصرت ثريا على رؤية ربان الطائرة الإسباني، فانضمت إلى كابينة القيادة وحياها ففوجئ أن أخبرته أنها ربانة طائرات، فدعاها أن تكمل الرحلة حتى تطوان أمام ناظريه. وحين حطت الطائرة بمطار تطوان، تناول الربان الميكروفون وقال للمسافرين: «أيها السيدات والسادة، أود أن أعلمكم أن هذه الرحلة تمت قيادتها من قبل هذه السيدة الشابة.»

## الاغتيال

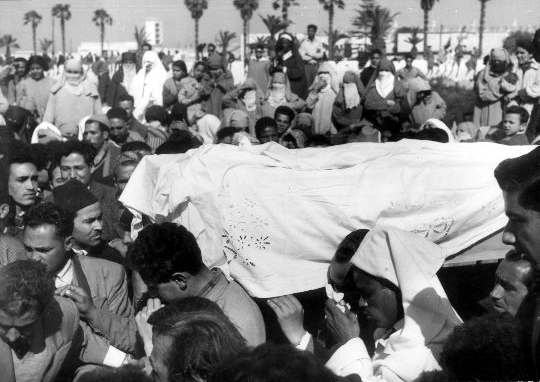
جنازة ثريا الشاوي

تعرضت ثريا الشاوي إلى محاولات متكررة للاغتيال لكنها باءت بالفشل، أولها كان في أوائل نوفمبر 1954، حيث وضعت مجموعة إرهابية فرنسية قنبلة بباب الفيلا التي كانت تسكنها، بشارع أليسكاندر مالي، ما ألحق خسائر جسيمة بالمكان لكن دون أن يصاب أحد.
والثانية في أواخر ديسمبر، بعدما أدخلت سيارتها إلى المرأب برفقة والدها، واتجها إلى منزلهما الكائن بين طريق «بيرجوراك» وطريق «تميرال»، فأطلقت عليها ثماني طلقات من رشاشة أوتوماتيكية. ولحسن حظهما لم يصابا بأي أذى.
وفي أغسطس 1955، حاول شرطيان فرنسيان إطلاق النار عليها وهي بداخل سيارتها بصحبة والدتها، لكن احتشاد الناس حولهما حال دون إصابتهما.
وفي سبتمبر 1955 أوقفها شرطيان وهي على متن سيارتها، وأمراها بأن تحملهما إلى المكان الذي يريدانه، وعندما امتنعت واحتشد الناس حولهم، اتهماها بمخالفة قانون السير، ليتم إخلاء سبيلها مباشرة.
وفي الأول من مارس 1956، أي قبل يوم واحد من اعلان استقلال المغرب عن الحماية الفرنسية، وكان عمرها 19 سنة، اغتيلت برصاص في رأسها خارج منزل عائلتها.

## وصلات خارجية
- ثريا الشاوي على موقع IMDb (الإنجليزية)

- الشهيدة ثريا الشاوي: أول طيارة بالمغرب الكبير. 2009.

## الهامش
1 : تعتبر لطفية النادي الطيَّارة المصرية، المولودة عام 1907، أول امرأة من قارة أفريقيا تحصل على إجازة الطيران في عام 1933.  